# 에런 조핸슨
애런 조핸슨(Aron Jóhannsson, 1990년 11월 10일 ~ )는 미국의 축구 선수로, 현재 발루르에서 스트라이커로 활동하고 있다.